# Kabinett Giolitti IV
Das Kabinett Giolitti IV regierte Italien vom 30. März 1911 bis zum 21. März 1914. Davor regierte das Kabinett Luzzatti, danach das Kabinett Salandra I. Die Regierung von Ministerpräsident Giovanni Giolitti wurde im Parlament von liberalen und sozialistischen Kräften getragen.
Die Zeit zwischen den Jahren 1900 und 1914 wird in Italien allgemein als Giolitti-Ära bezeichnet. Zwar war Giolitti in dieser Zeit nicht immer Ministerpräsident, er prägte sie jedoch politisch weitgehend. In diesen Jahren machte Italien große wirtschaftliche und soziale Fortschritte.
Das vierte Kabinett Giolitti führte unter anderem das Allgemeine Wahlrecht für Männer ein (davor Zensuswahlrecht unterschiedlicher Ausprägung). Bedeutend war auch die Sozialgesetzgebung. 1911 begann Giolitti den italienisch-türkischen Krieg, der zur italienischen Besetzung Libyens und des Dodekanes führte.

## Minister

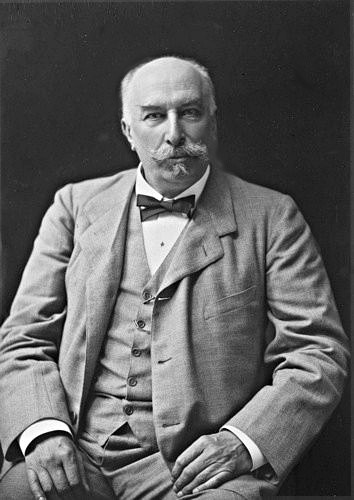
Giovanni Giolitti

| Ministerien                          | Name                                                                                          |
| ------------------------------------ | --------------------------------------------------------------------------------------------- |
| Ministerpräsident                    | Giovanni Giolitti                                                                             |
| Äußeres                              | Antonino Paternò-Castello                                                                     |
| Inneres                              | Giovanni Giolitti                                                                             |
| Justiz und Kirchenangelegenheiten    | Camillo Finocchiaro Aprile                                                                    |
| Krieg                                | Paolo Spingardi                                                                               |
| Marine                               | Pasquale Leonardi Cattolica (bis zum 28. Juli 1913) Enrico Millo (ab dem 29. Juli 1913)       |
| Finanzen                             | Luigi Facta                                                                                   |
| Schatz                               | Francesco Tedesco                                                                             |
| Bildung                              | Luigi Credaro                                                                                 |
| Landwirtschaft, Industrie und Handel | Francesco Saverio Nitti                                                                       |
| Öffentliche Arbeiten                 | Ettore Sacchi                                                                                 |
| Post und Telegraphie                 | Teobaldo Calissano (bis zum 27. September 1913) Francesco Tedesco (ab dem 28. September 1913) |
| Kolonien                             | Pietro Bertolini (ab dem 12. November 1912)                                                   |